# Lee Alexander
Lee Alexander (Rutherglen, Escocia; 23 de septiembre de 1991) es una futbolista escocesa. Juega como guardameta y su equipo actual es el Glasgow City F.C. de la Scottish Women's Premier League de Escocia.

## Clubes
| Club                       | País    | Año             |
| -------------------------- | ------- | --------------- |
| Hamilton Academical W.F.C. | Escocia | 2007 - 2011     |
| Glasgow City F.C.          | Escocia | 2011 - 2015     |
| Mallbackens IF             | Suecia  | 2016            |
| Glasgow City F.C.          | Escocia | 2017 - presente |